# Brachyia atrum
Brachyia atrum is een vliesvleugelig insect uit de familie van de Trichogrammatidae. De wetenschappelijke naam is voor het eerst geldig gepubliceerd in 1920 door Alexandre Arsène Girault.